# 杨洛书
杨洛书（1927年12月—2023年1月7日），字易元，男，山东潍坊人，中国木版雕刻工艺家，国家级非物质文化遗产项目（杨家埠木版年画）代表性传承人。